# Mes de la Virgen María
El Mes de la Virgen María es un período de conmemoración en la Iglesia católica que suele corresponder en el hemisferio norte con mayo, mientras que en el sur con noviembre y parte de diciembre.

## Historia
La celebración de un mes especial de advocación mariana surgió en tiempos del rey Alfonso X de Castilla, en que se mandó rogar a la Virgen durante las ceremonias del Palo de Mayo. El mes escogido guarda relación con el apogeo de la primavera. Para el siglo XVI, se difundió el opúsculo conocido como Mayo espiritual, divulgado en regiones de Alemania e Italia, que asienta la idea de conmemorar este mes de manera especial a la Madre de Dios.
A principios del siglo XVIII, los jesuitas compusieron las primeras codificaciones de rezos y cánticos para la conmemoración del mes. Los papas Pío VII y Pío IX fueron grandes impulsores de la celebración de esta fiesta, premiándola con indulgencias.
Dado el carácter mariano de la evangelización, en América es posible que la conmemoración del mes fuese realizada desde el principio. Puesto que en el hemisferio sur el mes de mayo cae en otoño, la celebración se habría trasladado a noviembre, que es el equivalente en esa parte del mundo (inverso a mayo). Con todo, también alcanza a los primeros días de diciembre, buscando coincidir con la fiesta de la Inmaculada Concepción (8 de diciembre).

## Celebración por país

### Argentina
Comienza del 7 de noviembre y finaliza el 7 de diciembre, en Vísperas de la Solemnidad de la Inmaculada.

### Chile
Se prolonga desde el 8 de noviembre hasta el 8 de diciembre, fecha que coincide con la celebración de la Inmaculada Concepción. Durante todo el mes, se busca obsequiarle flores a la Madre de Dios, contemplar y meditar sobre su vida y rezar las oraciones dedicadas a ella. 
El origen de la estructura que tiene hoy el Mes de la Virgen María en Chile se debe al entonces rector del Seminario Pontificio de Santiago (más tarde obispo auxiliar de esa ciudad), monseñor Joaquín Larraín Gandarillas, quien señaló la manera de prepararse a la definición del dogma de la Inmaculada Concepción por el beato Pío IX mediante la bula Ineffabilis Deus del 8 de diciembre de 1854 —es probable que Larraín conociera la costumbre europea y ubicó la celebración del Mes de la Virgen María del 8 de noviembre al 8 de diciembre como manera de dirigirse a la Virgen—. Las oraciones compuestas para dicha ocasión son las que se siguen rezando hasta hoy, y son una tradición para los fieles católicos, junto con el canto del «Venid y vamos todos (con flores a María)».

### Colombia
También se celebra desde el 1 de mayo hasta el 1 de junio. Como en el de Venezuela.

### Venezuela
Se celebra desde el 1 de mayo hasta el 1 de junio.